# 상하이 자유무역구
상하이 자유무역구는 2013년 9월 29일 중국 상하이에 설치한 자유무역지대이다. 중국 국무원 리커창 총리가 주도한 프로젝트이다.

## 면적
와이가오챠오(waigaoqiao) 보세구와 항구 등 4개 지역 28.78 평방킬로미터의 면적으로 1108 평방킬로미터인 홍콩 보다 38배 작으며 마카오와 비슷한 크기다. 상하이시 전체 면적의 4.5%에 해당하는 규모로 여의도의 4배 면적이다.
1단계로 가동되는 상하이자유무역지대는 푸둥공항보세구, 와이가오챠오보세구, 보세물류원구, 양산보세항 등을 포함하는데, 앞으로 푸둥지구 전체로 확대할 계획이다. 1단계는 면적이 28.78km2에 불과하지만 푸둥 지구 전체로는 1210.4 평방킬로미터나 되어, 홍콩 보다 커지게 된다. 1단계에 비해 무려 42배나 커진다. 상하이 푸둥지구는 세계 500대 기업 중 308개를 비롯해 2만개 넘는 외국 기업이 설립되어 있다.

## 규제완화

### 은행
외국 자본이 독자적으로 은행과 신용정보회사를 설립할 수 있다. 미국 시티은행, 싱가포르개발은행, HSBC, BEA이 법인 설립 승인을 얻었다. 자유무역지대는 관세가 없고, 위완화 자유환전이 허용될 것이다. 법인세가 25%에서 15%로 낮춰진다.
이러한 파격적인 금융 대개방 조치에 대해, 현재의 중국 금융허브인 홍콩이 불안해 하고 있다. 홍콩을 멀리하고, 상하이에 홍콩과 같은 제도적 인프라를 설치해, 점차 홍콩의 지위를 약화시키려는 우려가 존재한다.

### 해외투자
중국 사상 최초로 개인의 해외투자를 자유화한다. 중국 인민은행이 상하이자유무역구 내 주민들에게 해외 투자를 허용하기로 했다. 또 자유무역구 내 외국인 투자자 및 기업도 별도 허가 없이 상하이 증시에 투자할 수 있게 된다.
외국계 헤지펀드 투자가 제한적으로 허용된다. 상하이시는 캐니언파트너스 시타델 맨그룹 오크트리 윈턴캐피털 오크-지프 등 6개 헤지펀드에 5000만달러씩 총 3억달러의 자금을 배정해줄 계획이다. 외국계 헤지펀드가 중국 투자자에게 모은 자금을 해외에 투자할 수 있게 될 경우 중국과 해외 시장과의 장벽이 허물어지는 의미가 있다. 중국 기관투자가들은 지금까지 사용하지 못했던 쇼트 포지션, 차익 거래 등의 투자 전략도 사용할 수 있다고 영국 파이낸셜타임즈는 설명했다.

### 병원
외국 자본이 100% 지분으로 독자적으로 영리병원을 설립할 수 있다. 한국, 미국, 유럽 등에서 크게 관심을 보이고 있다. 외국의 100% 단독 영리병원 투자는 일부 지역에 한해 홍콩 대만 마카오 자본에만 허용했었다.

### 법률
외국 로펌은 중국내 로펌과의 합작법인으로 설립할 수 있게 할 것이다. 이미 상하이 푸둥지구에 전세계 로펌들이 설립되어 있는데, 자유무역구와는 1시간 거리이다.

### 인터넷
자유무역구에는 중화인민공화국 정부가 차단해 온 트위터, 페이스북, 뉴욕타임즈 등의 이용이 자유화 될 것이다.

## 대한민국
한국의 부산 자유무역지대와 인천 자유무역지대가 타격을 입을 것이라고 전문가들은 전망하고 있다. 한국의 자유무역지대는 규제가 상당히 많다. 한국의 대형병원들은 중국에서 인기있는 한국식 성형수술 등 한류 유행을 배경으로, 자유무역구에 대형병원 설립을 추진중이다. 한국의 중견기업들은 세계 500대 기업의 대부분이 설립되어 있는 푸둥지구에 법인을 설립해, 큰 도약의 기회로 삼으려 한다.